# Heather Graham Pozzessere
Pour les articles homonymes, voir Pozzessere.
Ne doit pas être confondu avec Heather Graham.
Heather Graham Pozzessere, née le 15 mars 1953 à Miami, en Floride, est un écrivain américain de romances. Elle est l'auteur d'une série de best-sellers classés sur la liste du New York Times et utilise également deux pseudonymes Heather Graham et Shannon Drake.

## Biographie
Heather Graham Pozzessere grandit dans le Comté de Miami-Dade, Floride. Peu de temps après avoir obtenu son baccalauréat, elle épouse Dennis Pozzessere. Elle entre à l'Université de Floride du sud où elle prépare un diplôme en théâtre de répertoire. Les années suivantes, elle travaille dans des « dinner theater », en tant que « backup singer » et employée de bar. Toutefois, après la naissance de son troisième enfant, Pozzessere estime qu'elle ne peut plus se permettre de travailler. Elle choisit de rester à la maison. Pour occuper son temps, elle commence à écrire des histoires d'horreur ou d'amour. Au bout de deux ans, en 1982, elle vend son premier roman, When Next We Love.
Depuis cette date, Pozzessere a écrit une centaine de romans et de nouvelles. Elle n'aime pas être classée dans un seul sous-genre et propose des romans particulièrement variés où toute la diversité de la romance est représentée : de romances sérielles aux romances historiques, de suspenses romantiques aux voyages dans le temps, d'histoires de vampires aux romances de Noël. Elle participe au lancement de plusieurs collections, Ecstasy Supreme de Dell, Shadows de Silhouette et Mira d'Harlequin. Ses romans sont traduits dans une vingtaine de langues. Elle est membre des associations Mystery Writers of America, International Thriller Writers et Novelists Inc et est la fondatrice de la section de Floride de l'association américaine Romance Writers of America.

## Nominations et récompenses
La Romance Writers of America lui remet en 2003 le prix de l'accomplissement professionnel (« Lifetime Achievement Award ») qui récompense l'ensemble de sa carrière. En 2006, Hantise est nommé pour le Rita Award dans la catégorie Meilleure romance paranormale de l'année.

### Romans signés Heather Graham

#### SérieKrewe of Hunters
1. Le Manoir du mystère, Harlequin, 2013 ((en) Phantom Evil, 2011)
2. La Demeure maudite, Harlequin, 2013 ((en) Heart of Evil, 2011)
3. Un tueur dans la nuit, Harlequin, 2013 ((en) Sacred Evil, 2011)
4. La Demeure des ténèbres, Harlequin, 2014 ((en) The Evil Inside, 2011)
5. Un cri dans l'ombre, Harlequin, 2014 ((en) The Unseen, 2012)
6. Dangereux Faux-semblants, Harlequin, 2014 ((en) The Unholy, 2012)
7. Mystère en eaux profondes, Harlequin, 2015 ((en) The Unspoken, 2012)
8. Les Démons du passé, Harlequin, 2015 ((en) The Uninvited, 2012)
9. On ne réveille pas la mort, Harlequin, 2015 ((en) The Night is Watching, 2013)
10. Quand veillent les ombres, Harlequin, 2015 ((en) The Night is Alive, 2013)
11. Dans la nuit éternelle, Harlequin, 2016 ((en) The Night is Forever, 2013)
12. (en) The Cursed, 2014
13. (en) The Hexed, 2014
14. (en) The Betrayed, 2014
15. (en) The Silenced, 2015
16. (en) The Forgotten, 2015
17. (en) The Hidden, 2015
18. (en) Haunted Destiny, 2016
19. (en) Deadly Fate, 2016
20. (en) Darkest Journey, 2016
21. (en) Dying Breath, 2017
22. (en) Dark Rites, 2017
23. (en) Wicked Deeds, 2017
24. (en) Fade to Black, 2018
25. (en) Pale As Death, 2018
26. (en) Echoes of Evil, 2018
27. (en) The Summoning, 2019
28. (en) The Seekers, 2019
29. (en) The Stalking, 2019
30. (en) Seeing Darkness, 2020
31. (en) Deadly Touch, 2020
32. (en) Dreaming Death, 2020
33. (en) The Unforgiven, 2021
34. (en) The Forbidden, 2021
35. (en) The Unknown, 2021
36. (en) Sound of Darkness, 2022
37. (en) Aura of Night, 2022
38. (en) Voice of Fear, 2022

#### SérieThe Blackbird Trilogy
1. (en) Whispers at Dusk, 2023
2. (en) Secrets in the Dark, 2023
3. (en) Cursed at Dawn, 2023

#### SérieMacAuliffe Vikings Trilogy
1. (en) Golden Surrender, 1987Inédit en France
2. (en) The Viking's Woman, 1993Inédit en France
3. (en) Lord of the Wolves, 1993Inédit en France

#### SérieCameron Family
1. (en) Sweet Savage Eden, 1989Inédit en France
2. (en) A Pirate's Pleasure, 1989Inédit en France
3. (en) Love Not a Rebel, 1989Inédit en France
4. (en) One Wore Blue, 1991Inédit en France
5. (en) And One Wore Gray, 1992Inédit en France
6. (en) And One Rode West, 1992Inédit en France

#### SérieMacKenzie
1. La Fugitive des bayous, J'ai lu, 1997 ((en) Runaway, 1994)Publié dans la collection Aventures et Passions
2. La Rebelle flamboyante, J'ai lu, 1998 ((en) Captive, 1996)Publié dans la collection Aventures et Passions
3. Une passion orageuse, J'ai lu, 2014 ((en) Rebel, 1997)Publié dans la collection Aventures et Passions
4. (en) Surrender, 1998Inédit en France
5. (en) Glory, 1999Inédit en France
6. Une passion orageuse, J'ai lu, 2001 ((en) Triumph, 2000)Publié dans la collection Aventures et Passions

#### SérieHarrison Investigation
- Noires visions, Harlequin, 2008 ((en) Haunted, 2003)Publié dans la collection Mira
- Hantise, Harlequin, 2008 ((en) Ghost Walk, 2005)Publié dans la collection Best Sellers
- Dangereuse vision, Harlequin, 2008 ((en) The Vision, 2006)Publié dans la collection Best Sellers
- Apparences, Harlequin, 2009 ((en) The Seance, 2007)Publié dans la collection Mira
- La Crypte mystérieuse, Harlequin, 2008 ((en) The Dead Room, 2007)Publié dans la collection Best Sellers
- Sombre présage, Harlequin, 2009 ((en) The Death Dealer, 2008)Publié dans la collection Mira
- L’ombre du maléfice, Harlequin, 2011 ((en) Unhallowed Ground, 2009)Publié dans la collection Best Sellers
- Mortelle confidence, Harlequin, 2010 ((en) Night Walker, 2009)Publié dans la collection Best Sellers

#### Trilogie des frères Flynn
- L'Héritage maudit, Harlequin, 2009 ((en) Deadly Night, 2008)Publié dans la collection Best Sellers
- Les Proies de l'ombre, Harlequin, 2009 ((en) Deadly Harvest, 2008)Publié dans la collection Best Sellers
- L'Île des ténèbres, Harlequin, 2010 ((en) Deadly Gift, 2008)Publié dans la collection Best Sellers

#### SérieLes Peuples de l'ombre
- La marque du vampire, Harlequin, 2011 ((fr) )Publié dans la collection Nocturne
- Le pacte des ténèbres, Harlequin, 2011 ((fr) )Publié dans la collection Nocturne
- Les griffes de l'aube, Harlequin ((fr) , 2011)Publié dans la collection Nocturne

#### SérieLes Bone Island
- L'île du mystère, Harlequin, 2012 ((fr) )Publié dans la collection Best sellers
- L'île de la lune noire, Harlequin, 2012 ((fr) )Publié dans la collection Best sellers
- Le secret de l'île maudite, Harlequin, 2012 ((fr) )Publié dans la collection Best sellers

#### SérieSuspense
1. (en) Drop Dead Gorgeous, 1998Inédit en France
2. (en) Tall, Dark, and Deadly, 1999Inédit en France
3. (en) Long, Lean and Lethal, 2000Inédit en France
4. (en) Dying to Have Her, 2001Inédit en France
5. Le Complot, Harlequin, 2005 ((en) Hurricane Bay, 2002)Publié dans la collection Mira
6. La Griffe de l'assassin, Harlequin, 2006 ((en) Picture Me Dead, 2003)Publié dans la collection Mira
7. L'Ombre de la mort, Harlequin, 2007 ((en) Dead on the Dance Floor, 2004)Publié dans la collection Mira
8. Prémonition, Harlequin, 2008 ((en) The Presence, 2004)Publié dans la collection Mira
9. Danse avec la mort, Harlequin, 2007 ((en) Killing Kelly, 2005)Publié dans la collection Mira

#### SérieKieran Finnegan
1. (en) Flawless, 2016
2. (en) A Perfect Obsession, 2017
3. (en) A Dangerous Game, 2018

#### Autres romans
- (en) When Next We Love, 1983Inédit en France
- (en) Tender Taming, 1983Inédit en France
- (en) A Season for Love, 1983Inédit en France
- Pendant tout ce temps, Harlequin, 1986 ((en) Quiet Walks the Tiger, 1983)Publié dans la collection Tentation
- Nuits tropicales, FIM, 1986 ((en) Night, Sea and Stars, 1983)Publié dans la collection Aubade
- Ma sorcière de la mer, Harlequin ((en) Hours to Cherish, 1984)Publié dans la collection Tentation
- T'oublier ? Jamais !, Harlequin ((en) Tender Deception, 1984)Publié dans la collection Tentation
- Opération minuit, Harlequin ((en) Red Midnight, 1984)Publié dans la collection Série Or
- Nuits d'Arabie, FIM, 1987 ((en) Arabian Nights, 1984)Publié dans la collection Aubade Suprême
- La Nuit des sorciers, Harlequin ((en) Serena's Magic, 1984)Publié dans la collection Tentation
- Divinement vôtre, Harlequin ((en) Sensuous Angel, 1985)Publié dans la collection Tentation
- Les Fils de l'amour, Harlequin ((en) Hold Close the Memory, 1985)Publié dans la collection Tentation
- Je serai ton ombre, Harlequin ((en) An Angel's Share, 1985)Publié dans la collection Série Or
- (en) A Circumstantial Affair, 1986Inédit en France
- (en) Dante's Daughter, 1986Inédit en France
- (en) Handful of Dreams, 1986Inédit en France
- (en) The Maverick and the Lady, 1986Inédit en France
- La Princesse de glace, Harlequin ((en) Eden's Spell, 1986)Publié dans la collection Tentation
- (en) Liar's Moon, 1987Inédit en France
- (en) Siren from the Sea, 1987Inédit en France
- (en) Every Time I Love You, 1988Inédit en France
- (en) The Devil's Mistress, 1991Inédit en France
- Les Enfants de la mariée, Rosebud ((en) Spirit of the Season, 1993)
- (en) Renegades, 1995Inédit en France
- Un rêve d'enfant, Harlequin, 1997 ((en) A Magical Christmas, 1996)Publié dans la collection Les Romans Féminins
- (en) Queen of Hearts, 1997Inédit en France
- Le Cavalier de l'orage, Harlequin, 1995 ((en) The Last Cavalier, 1998)Publié dans la collection Sixième Sens
- La Captive consentante, FIM, 1985 ((en) Tempestuous Eden, 1983)Publié dans la collection Aubade Suprême
- La Nuit masquée, Harlequin, 2003 ((en) Night of the Blackbird, 2001)Publié dans la collection Best Sellers
- (en) Miracle, 2001Inédit en France
- (en) A Season of Miracles, 2001Inédit en France
- (en) In the Dark, 2004Inédit en France
- L'Ombre du soupçon, Harlequin, 2009 ((en) Suspicious, 2005)Publié dans la collection Black Rose
- La Nuit écarlate, Harlequin, 2010 ((en) Kiss Of Darkness, 2006)Publié par Mira
- Mortel Éden, Harlequin, 2007 ((en) The Island, 2006)Publié dans la collection Best Sellers
- (en) The Last Noel, 2007Inédit en France
- (fr) Les Fiancés de la nuitCollection Nocturne
- Passion immortelle, Harlequin, 2012 ((en) Blood Red, 2007)Collection Nocturne

#### Nouvelles
- Infernal mausolée in Face à Face, Fleuve Noir, collection 12/21, 2020 (Face Off, 2014), Policier, Thriller, trad. Maxime Berrée  (ISBN 2265154709)Écrit avec F. Paul Wilson. Anthologie réunie par David Baldacci - 11 nouvelles rédigées par des équipes de deux à trois auteurs.

### Romans signés Heather Graham Pozzessere

#### SérieSlater's Summer Fires
1. Le Silence des armes, Harlequin ((en) Dark Stranger, 1993)Publié dans la collection Les Historiques
2. (en) Rides a Hero, 1989Inédit en France
3. La Fiancée apache, Harlequin ((en) Apache Summer, 1989)Publié dans la collection Les Historiques

#### Autres romans
- La Rançon du bonheur, Flammarion ((en) Night Moves, 1985)Publié dans la collection Duo Harmonie
- L'Amour du risque, Flammarion, 1987 ((en) Double Entendre, 1986)Publié dans la collection Duo Harmonie
- (en) The Di Medici Bride, 1986Inédit en France
- Apprendre à dire oui..., Flammarion, 1987 ((en) The Game of Love, 1986)Publié dans la collection Duo Harmonie
- Comme un tigre à l'affût..., Flammarion, 1988 ((en) Bride of the Tiger, 1987)Publié dans la collection Duo Harmonie
- Ensorcelante passion, Harlequin ((en) King of the Castle, 1987)Publié dans la collection Harlequin d'Or
- Vous et moi simplement..., Flammarion, 1987 ((en) A matter of circumstance, 1987)Publié dans la collection Duo Harmonie
- Kelly et Jarod, Flammarion, 1988 ((en) All in the family, 1987)Publié dans la collection Duo Harmonie
- (en) Angel of Mercy, 1988Inédit en France
- Amoureuse Ludmila, 1995 ((en) Lucia in Love, 1988)
- (en) Strangers in Paradise, 1988Inédit en France
- La Nuit des loups, Harlequin, 2000 ((en) This Rough Magic, 1988)Publié dans la collection Sixième Sens
- (en) Borrowed Angel, 1989Inédit en France
- (en) Home for Christmas, 1989Inédit en France
- L'Homme aux yeux de glace, Flammarion, 1991 ((en) A Perilous Eden, 1990)Publié dans la collection Duo Désir
- A tout jamais, mon amour, Flammarion, 1993 ((en) Forever My Love, 1990)Publié dans la collection Duo Coup de foudre
- Souvenirs de braise, Harlequin, 2002 ((en) Wedding Bell Blues, 1990)Publié dans la collection Harlequin d'Or
- Piège d'amour, Harlequin ((en) Forbidden Fire, 1991)Publié dans la collection Les Historiques
- (en) Snowfire, 1991Inédit en France
- (en) The Christmas bride, 1991Inédit en France
- Au cœur du mystère, Harlequin, 2000 ((en) Hatfield and McCoy, 1991)Publié dans la collection Sixième Sens
- (en) Mistress of Magic, 1995Inédit en France
- Un aventurier en Floride, Harlequin, 1994 ((en) Between Roc and a Hard Place, 1993)
- (en) Lonesome rider, 1993Inédit en France
- (en) The Trouble with Andrew, 1993Inédit en France
- Reflets d'or au crépuscule, Harlequin, 1993 ((en) Wilde imaginings, 1993)Publié dans la collection Les Frissons de l'été
- Soupçons, Harlequin, 2005 ((en) Slow Burn, 1994)Publié dans la collection Mira
- (en) An Angel's Touch, 1995Inédit en France
- Le Triangle du diable, Harlequin ((en) Eyes of Fire, 1995)Publié dans la collection Best Sellers
- L'Été fatal, Harlequin ((en) For All of Her Life, 1995)Publié dans la collection Best Sellers
- (en) Seize the Wind, 1995Inédit en France
- (en) Down in New Orleans, 1996Inédit en France
- L'Ennemi sans visage, Harlequin, 2008 ((en) If Looks Could Kill, 1997)Publié dans la collection Best Sellers
- L'Invitation, Harlequin, 2004 ((en) Never Sleep with Strangers, 1998)Publié dans la collection Mira
- (en) Night heat, 2001Inédit en France

### Roman signés Shannon Drake

#### SérieFire
- (en) Princess of Fire, 1989Inédit en France
- (en) Knight of Fire, 1993Inédit en France

#### SérieNo Other
- (en) No Other Man, 1995Inédit en France
- (en) No Other Woman, 1996Inédit en France
- (en) No Other Love, 1997Inédit en France

#### SérieLes Vampires
- À la lueur de la lune rousse, J'ai lu, 2005 ((en) Beneath a Blood Red Moon, 1999)Publié dans la collection Amour et Mystère
- Quand surviennent les ténèbres, J'ai lu, 2005 ((en) When Darkness Falls, 2000)Publié dans la collection Amour et Mystère
- Dans les profondeurs de la nuit, J'ai lu, 2005 ((en) Deep Midnight, 2001)Publié dans la collection Mondes Mystérieux
- Fouilles maléfiques, J'ai lu, 2005 ((en) Realm of Shadows, 2002)Publié dans la collection Mondes Mystérieux
- Les Ombres d'Halloween, J'ai lu, 2006 ((en) The Awakening, 2003)Publié dans la collection Mondes Mystérieux
- Sombre découverte, J'ai lu, 2006 ((en) Dead by Dusk, 2005)Publié dans la collection Mondes Mystérieux
- Nuit écarlate, Harlequin, 2010 ((en) Kisses of Darkness, 2006)Publié dans la collection Mira

#### SérieGraham Family
- (en) Come the Morning, 1999Inédit en France
- (en) Conquer the Night, 2000Inédit en France
- (en) Seize the Dawn, 2001Inédit en France
- (en) Knight Triumphant, 2002Inédit en France
- (en) The Lion in Glory, 2003Inédit en France
- (en) When We Touch, 2004Inédit en France
- Le Seigneur de Lochraven, Harlequin, 2009 ((en) The Queen's Lady, 2007)Publié dans la collection Best-sellers

#### SérieConte de fées Victorien
- Le Secret du pharaon, Harlequin, 2006 ((en) Wicked, 2005)Publié dans la collection Grands Romans Historiques, réédité en 2011 dans la collection Best-sellers, sous le titre Le Mystère des Carlyle
- Le Secret du Nil, Harlequin, 2007 ((en) Reckless, 2005)Publié dans la collection Best-sellers
- Le Mystérieux fiancé, Harlequin, 2012 ((en) Beguiled, 2006)Publié dans la collection Best-sellers

#### Autres romans
- (en) Tomorrow the Glory, 1985Inédit en France
- (en) Blue Heaven, Black Night, 1986Inédit en France
- (en) Ondine, 1988Inédit en France
- (en) Lie Down in Roses, 1988Inédit en France
- (en) Emerald Embrace, 1991Inédit en France
- (en) And I Will Love You Forever, 1991Inédit en France
- (en) Gifts of Love, 1991Inédit en France
- (en) Damsel in Distress, 1992Inédit en France
- (en) Bride of the Wind, 1992Inédit en France
- (en) Vanquish the Night, 1992Inédit en France
- (en) Lovers and Demons, 1993Inédit en France
- (en) One Little Miracle, 1993Inédit en France
- (en) Branded Hearts, 1995Inédit en France
- (en) The King's Pleasure, 1998Inédit en France
- Un secret aux Caraïbes, Harlequin, 2013 ((en) The pirate bride, 2008)Publié dans la collection Best-sellers